# Défi mondial des moins de 17 ans de hockey
Le Défi mondial des moins de 17 ans de hockey, ou World Under-17 Hockey Challenge en anglais, est une compétition internationale de hockey sur glace organisée annuellement par Hockey Canada. Le Challenge est le tournoi international le plus important pour les joueurs âgés de moins de 17 ans.

## Historique
Le Défi est généralement  considéré comme le championnat du monde non officiel pour les joueurs de la catégorie d'âge midget (15 à 17 ans). Il permet à Hockey Canada d'identifier les jeunes joueurs canadiens à surveiller ainsi que de leur donner un premier goût de compétition internationale.
La première édition s'est tenu en 1986 à Québec sous le nom de Coupe Esso du Québec.  Elle opposait dix équipes : cinq représentant des régions du Canada auxquelles s'ajoutèrent les États-Unis, la Finlande, la Suède, la Tchécoslovaquie et l'URSS. L'équipe du Québec, emmené par Pierre Turgeon, remporta le titre en battant en finale la sélection soviétique, qui comprenait entre autres Sergueï Fiodorov et Aleksandr Moguilny.
Après deux nouvelles éditions jouées à Québec, le tournoi fut renommé Défi mondial de hockey et l'organisation est confiée à d'autres provinces à travers le pays. À partir de 1997, il devient annuel. Cependant il ne fut pas organisé en 1999, 2003 et 2007 pour cause de Jeux du Canada d'hiver. Pour l'édition 1998, le challenge fut divisé en deux tournois indépendants.
Depuis 2014, le Canada n'est plus représenté que pas trois équipes au lieu de cinq comme les années précédentes. Également, le tournoi qui avait lieu de fin décembre à janvier se déroule maintenant sur le mois de novembre.
Dans son format, le défi oppose huit équipes réparties en deux groupes de quatre dans un tour préliminaire. Les différentes équipes s'affrontent ensuite dans des séries éliminatoires classiques.

## Équipes du tournoi

### Actuelles
Le Canada est représenté par trois équipes :
- Canada rouge
- Canada blanc
- Canada noir

Les autres sélections représentent chacune un pays :
- États-Unis
- Finlande
- Tchéquie
- Russie
- Suède

### Anciennes participantes
Le Canada est représenté jusqu'en 2014 par cinq équipes régionales :
- Canada Atlantique (Île-du-Prince-Édouard, Nouveau-Brunswick, Nouvelle-Écosse et Terre-Neuve-et-Labrador)
- Canada Québec
- Canada Ontario
- Canada Ouest (Manitoba et Saskatchewan)
- Canada Pacifique (Alberta et Colombie-Britannique)

Sélections nationales
- Slovaquie (ne participe plus depuis 2013)
- Allemagne (ne participe plus depuis 2014)

 Sélections défuntes 
- Tchécoslovaquie
- Union soviétique

## Palmarès
| Année       | Médaille d'or    | Médaille d'argent | Médaille de bronze | Lieu                                               |
| ----------- | ---------------- | ----------------- | ------------------ | -------------------------------------------------- |
| 1986        | Canada Québec    | Union soviétique  | Canada Pacifique   | Québec                                             |
| 1988        | Union soviétique | Suède             | Canada Québec      | Québec                                             |
| 1990        | Finlande         | Canada Québec     | Union soviétique   | Québec                                             |
| 1992        | Canada Ontario   | Canada Québec     | Tchécoslovaquie    | Sudbury                                            |
| 1994        | Canada Québec    | États-Unis        | Canada Pacifique   | Amos                                               |
| 1995        | Canada Ontario   | Finlande          | Canada Québec      | Moncton                                            |
| 1997        | Canada Ontario   | Suède             | Canada Québec      | Red Deer                                           |
| 1998        | Canada Ontario   | Tchéquie          | Canada Québec      | Kitchener                                          |
| 1998        | Canada Ouest     | États-Unis        | Finlande           | Swift Current                                      |
| 2000        | Russie           | Canada Ontario    | Canada Pacifique   | Timmins                                            |
| 2001        | États-Unis       | Canada Pacifique  | Canada Ontario     | New Glasgow, Truro                                 |
| 2002        | États-Unis       | Canada Pacifique  | Canada Ontario     | Selkirk, Stonewall                                 |
| 2004        | Canada Ontario   | Canada Pacifique  | Canada Québec      | Saint-Jean                                         |
| 2005        | Canada Ouest     | Canada Pacifique  | Canada Atlantique  | Lethbridge                                         |
| 2006        | Canada Québec    | États-Unis        | Tchéquie           | Regina                                             |
| 2008        | Canada Ontario   | États-Unis        | Canada Ouest       | London                                             |
| 2009        | Canada Ontario   | Canada Pacifique  | États-Unis         | Port Alberni                                       |
| 2010        | États-Unis       | Canada Ontario    | Suède              | Timmins                                            |
| 2011        | Canada Ontario   | États-Unis        | Canada Pacifique   | Winnipeg                                           |
| 2012        | Russie           | États-Unis        | Canada Ontario     | Windsor                                            |
| 2013        | Suède            | Russie            | États-Unis         | Victoriaville, Drummondville                       |
| 2014 (janv) | États-Unis       | Canada Pacifique  | Russie             | Cape Breton, (Sydney/North Sydney/Port Hawkesbury) |
| 2014 (nov)  | Russie           | États-Unis        | Suède              | Sarnia et Lambton Shores                           |
| 2015        | Canada blanc     | Russie            | Suède              | Dawson Creek et Fort St. John                      |
| 2016        | Suède            | Canada noir       | Russie             | Sault Ste. Marie                                   |
| 2017        | États-Unis       | Canada rouge      | Tchéquie           | Dawson Creek et Fort St. John                      |
| 2018        | Russie           | Finlande          | Suède              | Quispamsis et Saint Jean                           |

## Table des médailles
| Rang | Équipe                         | Médaille d'or | Médaille d'argent | Médaille de bronze | Total  |
| ---- | ------------------------------ | ------------- | ----------------- | ------------------ | ------ |
| 1    | Canada Ontario                 | 8             | 2                 | 3                  | 13     |
| 2    | États-Unis                     | 5             | 7                 | 2                  | 14     |
| 3    | Russie Union soviétique Total  | 4 1 5         | 2 1 3             | 2 1 3              | 8 3 11 |
| 4    | Canada Québec                  | 3             | 2                 | 5                  | 10     |
| 5    | Canada Ouest                   | 2             | 0                 | 1                  | 3      |
| 6    | Suède                          | 1             | 2                 | 3                  | 6      |
| 7    | Finlande                       | 1             | 2                 | 1                  | 4      |
| 8    | Canada Pacifique               | 0             | 6                 | 4                  | 10     |
| 9    | Tchéquie Tchécoslovaquie Total | 0             | 1 0 1             | 2 1 3              | 3 1 4  |
| 10   | Canada Atlantique              | 0             | 0                 | 1                  | 1      |